# لجنة التجارة الفيدرالية
لجنة التجارة الفيدرالية (FTC)، هي وكالة مستقلة تابعة لحكومة الولايات المتحدة الأمريكية، وتتمثل مهمتها الرئيسية في إنفاذ قانون مكافحة الاحتكار المدني (غير الجنائي) الأمريكي وتعزيز حماية المستهلك. تشترك لجنة التجارة الفيدرالية في الاختصاص القضائي في إنفاذ مكافحة الاحتكار المدني الفيدرالي في الولايات المتحدة مع قسم مكافحة الاحتكار بوزارة العدل الأمريكية. يقع مقرها الرئيسي في مبنى لجنة التجارة الفيدرالية في واشنطن العاصمة.

## التأسيس
أسست اللجنة بعد التوقيع على قانون لجنة التجارة الفيدرالية من قبل الرئيس وودرو ويلسون في 26 سبتمبر 1914، الذي كان من أشد المؤيدين له، وقد كان هذا القانون رد فعل رئيسي على الصناديق الاحتكارية التي نشأت في القرن التاسع عشر. كانت الثقة وخرق الثقة من الاهتمامات السياسية الهامة خلال العصر التقدمي. عملت لجنة التجارة الفيدرالية منذ إنشائها على إنفاذ أحكام قانون كلايتون لمكافحة الاحتكار [الإنجليزية] الذي صدر عام 1914، بالإضافة إلى أحكام قانون لجنة التجارة الفيدرالية ، 15 U.S. § 41 وما يليها. بمرور الوقت فوّضت لجنة التجارة الفيدرالية بإنفاذ قوانين تنظيم الأعمال الإضافية وأصدرت عددًا من اللوائح (مدونة في العنوان 16 من قانون اللوائح الفيدرالية). السلطة القانونية الواسعة الممنوحة للجنة التجارة الفيدرالية تزودها بصلاحيات وقدرات مراقبة أكثر مما تستخدمه بالفعل.\

## وصلات خارجية
- موقع لجنة التجارة الفيدرالية